# Lisa Nåbo
Lisa Maria Lucia Johansson Nåbo, född 27 november 1994 i Landeryds församling i Linköping, är en svensk socialdemokratisk politiker. Hon var förbundsordförande för Sveriges socialdemokratiska ungdomsförbund (SSU) från den 1 augusti 2021 till den 3 augusti 2025. Hon meddelade i december 2024 att hon lämnar sin roll som SSU-ordförande på kongressen i augusti 2025.

## Biografi
Lisa Nåbo kommer från Linköping. Hon läste programmet Spetsprogrammet samhällskunskap med inriktning hållbar utveckling på Folkungaskolan i Linköping och tog studenten 2013, och har därefter utbildat sig till polis.
Nåbo var distriktsordförande för SSU Östergötland 2017–2020 och valdes in i SSU:s förbundsstyrelse på kongressen 2019. På kongressen 2021 valdes hon till ny ordförande för SSU, genom att besegra valberedningens kandidat Amalia Rud Pedersen i en votering. Röstsiffrorna blev 114–112.
Hon har varit engagerad i frågor som rör Myanmar. 2016 vistades hon två månader i Rangoon, där hon volontärarbetade på en skola. Hon har också 2017 gått Rädda Barnens biståndsakademi.
Nåbo var mellan åren 2018 och 2021 ledamot i Linköpings kommunfullmäktige för Socialdemokraterna. Sedan 2022 sitter hon i styrelsen för Folk och Försvar. Hon var kandidat för Socialdemokraterna på plats sju i valet till Europaparlament 2024, men blev inte invald.

### Familj
Hon är sedan augusti 2022 gift med Philip Johansson Nåbo. I november 2024 föddes parets dotter.